# 월드 뮤직 어워드
월드 뮤직 어워드(World Music Award)는 전 세계 아티스트들에게 주어지는 어워드이다. 1989년에 어워드가 설립됐으며, 모나코에서 어워드가 열린다.
이 어워드는 미국을 비롯해 아시아(중국, 일본), 유럽, 오세아니아, 아프리카에 방영되며, 약 160개국에 방영된다.

## 현재 어워드 이벤트
- 2001 World Music Awards held May 2 at the Sporting Club in Monaco
- 2003 World Music Awards held October 12 in Monaco
- 2004 World Music Awards held September 15 in Las Vegas
- 2005 World Music Awards held August 31 at the Kodak Theatre in Hollywood
- 2006 World Music Awards held November 15 at Earls Court in London
- 2007 World Music Awards held November 4 in Monaco
- 2008 World Music Awards held November 9 in Monaco

## 스페셜 어워드

### 레전드 어워드
이 레전드 어워드는 전 세계적으로 유명세와 판매량,히트, 최고의 음악성의 정도로 기록되는 최고의 어워드이며,현재까지 패티 라벨, 엘튼 존, 휘트니 휴스턴, 스티브 원더, 다이에나 로스, 데이비드 보위, 라이오넬 리치, 루치아노 파바로티, 플라시도 도밍고, 마이클 잭슨, 자넷 잭슨, 프린스, 머라이어 캐리, 딥 퍼플, 메리 제이 블라이즈, 본 조비, 링고 스타, 레이 찰스, 셀린 디온, 비욘세, 클리프 리차드 등이 수여받은 적이있다.

### 초파드 다이아몬드 어워드
이 어워드는 2001년에 개설됐으며,앨범을 1억 장을 돌파한 아티스트들한테만 주어지는 어워드이다.매년 거행하지는 않으나 현재까지 7명의 아티스트들이 수여받았다.
- 2001 - 로드 스트워트
- 2003 - 머라이어 캐리
- 2004 - 셀린 디온
- 2005 - 본 조비
- 2006 - 마이클 잭슨
- 2008 - 비틀즈
- 2013 - 저스틴 비버

### 밀레니엄 어워드
이 어워드는 2000년대까지 가장 많은 판매율을 올린 아티스트들에게 주는 상이며,남자 아티스트로써는 마이클 잭슨만 받았으며, 여성 아티스트로써는 머라이어 캐리가 이 상을 받았다.

## 기록

### 가장 많은 어워드 기록
- 마이클 잭슨이 15개의 상을 받으면서 남성 아티스토써 가장 많은 어워드를 차지했다.
- 머라이어 캐리는 17개의 상을 받으면서 여성 아티스트로써 가장 많은 어워드를 차지했다.